# 가우다 (도시)
가우다(가우르, 고르, 라크나우티, 락슈마나바티, 잔나타바드라고도 함)는 인도 아대륙 동부에 있는 벵골의 역사적인 도시로, 고전과 중세 인도에서 가장 유명한 수도 중 하나이며 여러 왕국 아래 벵골의 수도였던 곳이기도 하다. 가우다 지역은 여러 범인도 제국의 영토이기도 했다. 7세기에 가우다 왕국은 샤샹카 왕에 의해 세워졌는데, 그의 통치는 벵력의 시작과 일치한다. 구르는 점차 벵골 및 벵골인과 동의어가 되었다. 1203년 고리의 고르 통치자 무하마드의 부관인 바흐티야르 할지가 가우다를 점령했다.
1453년부터 1565년까지 112년 동안 가우다는 벵골 술탄국의 수도였다. 1500년 가우다는 인구 20만 명으로 세계에서 5번째로 인구가 많은 도시였으며, 인도 아대륙에서 인구 밀도가 가장 높은 도시 중 하나였다. 포르투갈인들은 이 도시에 대한 자세한 기록을 남겼다. 술탄들은 성채, 많은 모스크, 왕궁, 운하와 다리를 건설했다. 건물에는 유약을 바른 타일이 사용되었다.
이 도시는 16세기 벵골 술탄국이 붕괴되고 무굴 제국이 이 지역을 장악할 때까지 번성했다. 무굴 황제 후마윤이 이 지역을 침공했을 때 그는 도시 이름을 잔나타바드(“천상의 도시”)로 바꿨다. 가우다에 남아 있는 대부분의 건축물은 벵골 술탄국 시대의 것이다. 이 도시는 셰르 샤 수리에 의해 약탈당했으며, 전염병의 창궐이 도시의 몰락에 기여했다. 갠지스강은 한때 도시 근처에 위치했지만 강 흐름이 바뀌면서 가우다는 전략적 중요성을 잃게 되었다. 이후 라즈마할과 다카에 무굴의 새로운 수도가 건설되었다.
가우다는 벵골 역사와 인도 아대륙 역사에서 가장 유명한 수도 중 하나였으며, 중세 건축의 중심지였다. 가우다의 유적은 18세기와 19세기 유럽 화가들의 예술 작품에 묘사되었다. 프란시스 뷰캐넌-해밀턴과 윌리엄 프랭클린 같은 식민지 관리들은 옛 벵골 수도에 대한 상세한 조사를 남겼다.